# Borrelia hispanica
Borrelia hispanica es una especie de espiroqueta endémica de la península ibérica y Marruecos que provoca fiebre reincidente. Su vector son las garrapatas del género Ornithodoros, concretamente la especie O. erraticus. Causa signos meníngeos con cierta frecuencia.

## Epidemiología
La infección por B. hispanica está probablemente infradiagnosticada, la fiebre reincidente se ha descrito en pocas ocasiones en España (indicencia aproximada de <0.2 casos por 100 000 habitantes al año) y es una especie no cultivable. Es más común en Andalucía, Castilla y León y Extremadura. Un estudio de 2006 realizado en la provincia de Kenitra (Marruecos) detectó mediante pruebas de diagnóstico molecular B. hispanica en el 20.5 % de las personas afectadas por fiebre de origen desconocido.